# Homalosilpha vicina
Homalosilpha vicina är en kackerlacksart som först beskrevs av Brunner von Wattenwyl 1865.  Homalosilpha vicina ingår i släktet Homalosilpha och familjen storkackerlackor. Inga underarter finns listade i Catalogue of Life.